# Argyll i Bute
Argyll i Bute je distrikt na zapadu Škotske u regiji Strathclyde smješten između sjeverozapadnih dijelova Grampionskog gorja i Irskog mora. Glavni grad je Lochgilphead. Zauzima površinu od 6497 km2 i ima oko 66,000 stanovnika. Nastao je teritorijalnom reorganizacijom 1975. godine, a zauzima uglavnom područja bivših grofovija Argyll i Bute.
Ima razvedenu obalu i raščlanjen reljef. Razvijeno je stočarstvo.